# غنن (ريمة)

تعديل مصدري - تعديل

قرية غنن

هي إحدى قرى عزلة بكال الواقعة ضمن مديرية مزهر التابعة لمحافظة ريمة، بلغ تعداد سكانها (1028) نسمة حسب تعداد اليمن لعام 2004.

## المحلات التابعة للقرية
- عين
- الطاقة
- الجابه
- الكبكب
- الجردمه
- المعزب
- الحقال
- مسجده
- الصلاوح
- الاخلاق
- الصافح
- نفوز
- حلحل
- قرية الوادي
- الراحة
- ديرع
- الحجة
- النقيل
- المحرق
- الداري
- الخيطه
- الضبره
- المحروره
- السويل
- الثحيل

## روابط خارجية
- الدليل الشامــل